# Chanel Brissett
Chanel Brissett (* 10. August 1999 in Philadelphia) ist eine US-amerikanische Hürdenläuferin, die sich auf die 100-Meter-Distanz spezialisiert hat.

## Sportliche Laufbahn
2017 begann Brissett ein Studium an der renommierten University of Southern California und sammelte erste internationale Erfahrungen bei den U23-NACAC-Meisterschaften 2019 in Santiago de Querétaro, bei denen sie in 12,73 s die Silbermedaille über 100 m Hürden hinter ihrer Landsfrau Tonea Marshall gewann. Anschließend nahm sie an den Panamerikanischen Spielen in Lima teil und musste sich dort mit 12,99 s nur der Costa-Ricanerin Andrea Vargas geschlagen geben. Zudem sicherte sie sich in 43,39 s gemeinsam mit Twanisha Terry, Shania Collins und Lynna Irby die Bronzemedaille mit der amerikanischen 4-mal-100-Meter-Staffel hinter den Teams aus Brasilien und Kanada. Zudem siegte sie im selben Jahr mit ihrer Universitäts-Mannschaft im 4-mal-100-Meter-Bewerb bei den NCAA-Meisterschaften. 2020 beendete sie ihren Bachelor an der USC und absolviert seitdem ihren Master in Strategic Communication an der University of Texas at Austin.

## Persönliche Bestleistungen
- 100 m Hürden: 12,52 s (+0,6 m/s), 8. Juni 2019 in Austin
  - 60 m Hürden: 7,89 s, 27. Februar 2021 in Lubbock